# Clodig
Clodig is een plaats (frazione) in de Italiaanse gemeente Grimacco.